# Скринник Ганна Степанівна
Ганна Степанівна Скринник (нар. 3 липня 1939, село Захарівка, тепер Вовчанського району Харківської області) — українська радянська діячка, доярка колгоспу «Комуніст» Вовчанського району Харківської області. Депутат Верховної Ради СРСР 9-го скликання.

## Біографія
Народилася в селянській родині. Освіта неповна середня. Закінчила семирічну школу в селі Захарівці Вовчанського району Харківської області.
У 1953—1954 роках — телятниця, у 1954—1960 роках — доярка молочнотоварної ферми колгоспу «Перемога» Вовчанського району Харківської області.
З 1960 року — доярка молочнотоварної ферми колгоспу «Комуніст» села Охрімівки Вовчанського району Харківської області.
Потім — на пенсії в селі Охрімівка Вовчанського району Харківської області.

## Нагороди
- орден Трудового Червоного Прапора
- медалі